# 美月れいな
美月 れいな（みづき れいな、1978年6月4日 - ）は、日本の元AV女優。長野県出身。伊那弥生が丘高等学校出身。AVデビュー前は木谷 映美（きたに えみ）、映美（よんみ）としてタレントとして活躍した。2005年には煩悩ガールズに参加した。日本生まれの韓国籍。在日韓国人と日本人のハーフである。
身長：163cm 、スリーサイズ：B87（Dカップ）・W58・H88。血液型：A型。

## タレント時代の公式プロフィール

### 木谷 映美（きたに えみ）
長野県出身。1978年8月12日生まれ。血液型：A型。ホリ・エージェンシー、オフィス斬と移籍し活動する。

#### 出演実績
- 2000年「ワイルドブルーヨコハマ」キャンペーンガール
- 所的蛇足講座
- 大好き!東京ゲスト10
- 美しい人 (テレビドラマ)
- イマジン (テレビドラマ)
- サトラレ（TV版）
- LOVE ATTACK（写真集）

### 映美（よんみ）
東京都出身。1980年9月19日生まれ。ミューズコミュニケーションに移籍し芸名等を変更する。「韓流グラビアアイドル・ヨンちゃま」として売り出した。

#### 写真集
- SEOUL SEXY（写真集）
- HWAN SAENG（初ヌード写真集）

#### Vシネマ
- 教室の後で・・・韓流実話・カルチャースクールの人妻（2005年9月7日・ビーエムドットスリー）
- 真田くノ一忍法伝 かすみ(2005年9月22日・TMC)
- 真田くノ一忍法伝 かすみ 少女戦国史（2008年6月13日、TMC、総集編）

## 略歴
- 2005年に『天国の恋は淫らな桃色』でh.m.p専属女優としてAVデビュー。
- 2006年10月にエスワンに移籍し『セル初×ギリギリモザイク ギリギリモザイク』でセルデビュー。
- 2006年11月以降、新作のリリースが無く、正式な発表はないが、引退した模様。

## 作品

### アダルトビデオ
- 天国の恋は淫らな桃色（2005年11月21日、h.m.p）
- h.m.p 新人NOW4時間（2005年12月20日、h.m.p）
- 愛欲に乱れる恋人たち（2005年12月21日、h.m.p）
- 甘えてみたら淫らにもえちゃったぁ…（2006年1月21日、h.m.p）
- 7日間 色んな男にイカされたい…。（2006年2月21日、h.m.p）
- h.m.pカウントダウン2006[Earth] BEST HIT Ranking 4時間（2006年3月10日、h.m.p）※総集編
- 愛よりカラダで狂いたい 淫乱妄想（2006年3月21日、h.m.p）
- 牝になるとき…（2006年4月21日、h.m.p）
- h.m.p.ヒットアイドルサーチ お姉さまでエロいAV女優（2006年6月10日、h.m.p）
- Candy [strawberry]（2006年6月10日、ビデオバンク）
- 快感フェチOL（2006年6月21日、h.m.p）
- h.m.pカウントダウン2006[Sun] BEST HIT Ranking 4時間（2006年6月21日、ビデオバンク）※総集編
- 監禁 尻ぶったたいてハメ狂い（2006年7月21日、h.m.p）
- h.m.p ローションNOW4時間（2006年8月10日、h.m.p）※総集編
- 妄想チチクリ女教師（2006年8月21日、h.m.p）
- Candy [peach]（2006年8月21日、ビデオバンク）
- ザ バイブBomb 4時間（2006年9月10日、ビデオバンク）※総集編
- セル初×ギリギリモザイク ギリギリモザイク（2006年10月19日、エスワン）
- h.m.p レイプNOW4時間（2006年11月10日、ビデオバンク）※総集編
- ギリギリモザイク れいなのセックスじっくり見せてあげる（2006年11月19日、エスワン）
- 美月れいな BEST（2006年11月21日、ビデオバンク）※総集編
- ザ ご奉仕Bomb 4時間（2006年12月21日、ビデオバンク）※総集編
- Candy [orange]（2007年1月10日、ビデオバンク）※総集編
- h.m.pカウントダウン2007[Ceres] BEST HIT Ranking 4時間（2007年3月10日、ビデオバンク）※総集編

その他、編集物、多数。

### イメージビデオ
- SEOUL SEXY (2005年02月25日)/映美名義
- HWAN SAENG（ファンセン）(2005年05月20日、竹書房)/映美名義
- 妄想夢 〜Delusion〜 (2005年09月、メディア・クライス) /映美名義
- 裸体（2006年1月30日、シャッフル）/美月れいな名義